# El Huajote
El Huajote är en ort i Mexiko.   Den ligger i kommunen Concordia och delstaten Sinaloa, i den centrala delen av landet, 800 km nordväst om huvudstaden Mexico City. El Huajote ligger 55 meter över havet och antalet invånare är 1 147.
Terrängen runt El Huajote är platt åt sydväst, men åt nordost är den kuperad. Runt El Huajote är det glesbefolkat, med 15 invånare per kvadratkilometer. Närmaste större samhälle är Concordia, 17,6 km norr om El Huajote. I omgivningarna runt El Huajote växer huvudsakligen savannskog.